# Xestopelta lugens
Xestopelta lugens là một loài tò vò trong họ Ichneumonidae.